# Daiane dos Santosová
Daiane Garcia dos Santosová (* 10. února 1983 Porto Alegre) je bývalá brazliská sportovní gymnastka. Její nejsilnější disciplínou byla prostná, kde jsou po ní pojmenovány dva prvky bodovacího systému, které jako první předvedla na vrcholné soutěži.
Podle genetické analýzy, kterou provedl Sérgio Danilo Pena pro pořad BBC o předcích známých osobností, má Daiane dos Santosová ze 41 % evropský, 40 % africký a 19 % indiánský původ. Je vysoká 145 cm. S gymnastikou začala později než její soupeřky, až ve dvanácti letech ji objevila trenérka z klubu Grêmio Náutico União.
V roce 1998 se stala vítězkou Jihoamerických her v přeskoku a týmové soutěži a obsadila třetí místo v prostných. Na Panemrických hrách v roce 1999 získala stříbrnou medaili v přeskoku a bronzovou v prostných i soutěži družstev. Roku 2001 se stala mistryní Ameriky v prostných a přispěla ke stříbrné medaili brazilského družstva. V roce 2003 se stala mistryní Brazílie ve víceboji. Ve stejném roce na mistrovství světa ve sportovní gymnastice v Anaheimu zvítězila v prostných se skladbou na hudbu „Rumba para los Rumberos“. Stala se tak první černoškou a první Jihoameričankou, která získala zlato na gymnastickém světovém šampionátu. Na olympiádě 2004 skončila na pátém místě v prostných a na devátém v týmové soutěži. Téhož roku vyhrála finále Světového poháru v prostných, titul obhájila v roce 2006, mezitím se stala v Turecku vítězkou Univerziády. Startovala také na olympijských hrách v roce 2008, kde byla šestá v prostných, osmá s družstvem a ve víceboji skončila na 83. místě, a v roce 2012, kde Brazilky obsadily dvanácté místo. V roce 2009 měla po pozitivním testu na furosemid na pět měsíců zastavenu činnost.
Po ukončení závodní kariéry se stala komentátorkou a vede projekt propagující gymnastiku mezi mládeží. Zúčastnila se také televizních soutěží The Masked Singer Brasil, Super Chef Celebridadedes a Dança dos Famosos.